# 마이클 페이트

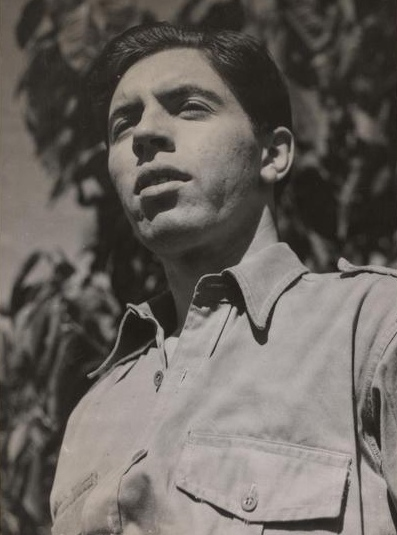

마이클 페이트(Edward John Pate, 1920년 2월 26일 ~ 2008년 9월 1일)는 오스트레일리아의 영화 감독, 배우, 각본가, 영화 제작자이다.
시드니에서 태어났으며 고스퍼드에서 폐렴으로 사망하였다.

## 출연 작품
- 헐리웃과 맞장뜨기: 호주 B무비의 세계 (2008년)
- 위험 지대 (1994년)
- 마르코스 최후의 날 (1988년)
- 하울링 3 (1987년)
- Death of a Soldier (1986)
- 캡틴 인빈서블의 귀환 (1983, The Return of Captain Invincible) - 미국 대통령 역
- 팀 (1979년)
- 에이지 오브 컨센트 (1969년)
- 타잔 - 론 엘리 편 3 (1967년)
- 타임 터널 (1966년)
- 브레인스톰 (1965년)
- 싱잉 넌 (1965년)
- 던디 소령 (1965년)
- 해저 여행 (1964년)
- 맥린턱 (1963년)
- 런던 타워 (1962년)
- 미녀와 야수 (1962년)
- 조로, 더 어벤저 (1959년)
- 녹색의 장원 (1959년)
- 조로 (1957년)
- 서부의 파라딘 (1957년)
- 더 리볼트 오브 메이미 스토버 (1956년)
- 킬러 풀려나다 (1956년)
- 코트 제스터 (1956년)
- 클라이막스! - 카지노 로얄 (1954년)
- 브라보 요새의 탈출 (1954년)
- 잉카의 비밀 (1954년)
- 은배 (1954년)
- 마술의 사나이 (1953년)
- 형제는 용감했다 (1953년)
- 사막의 대진격 (1953년)
- 줄리어스 시저 (1953년)
- 다섯 손가락 (1952년)
- 4만명의 기병 (1940년)

### 텔레비전
- 혼도 (1953, Hondo)
- 딜론 보안관 (1957)
- 샤이안 (1957-62)
- 페리 메이슨 (1963-64)
- 배트맨 (1966)
- 디즈니랜드 (1967)